# Eremochlaena
Eremochlaena is een geslacht van vlinders van de familie uilen (Noctuidae), uit de onderfamilie Cuculliinae.

## Soorten
- E. orana Lucas, 1849
- E. oranoides Boursin, 1953